# Giovanni Mazzonis
Giovanni Mazzonis di Pralafera (Torino, 29 giugno 1888 – Torino, 26 giugno 1969) è stato un dirigente sportivo e calciatore italiano, di ruolo attaccante.

## Carriera
Di origini nobili, era difatti barone, Mazzonis fu membro della Juventus, dapprima come calciatore e in seguito come dirigente. Fece il suo esordio in prima squadra nel derby della Mole contro il Torino del 10 gennaio 1909, perso per 1-0, mentre la sua ultima partita fu contro l'Inter l'11 febbraio 1912, in una sconfitta per 4-0. In quattro stagioni da giocatore bianconero collezionò 10 presenze senza segnare.
Su richiesta di Edoardo Agnelli divenne poi dirigente, ricoprendo il ruolo di general manager del sodalizio piemontese. Alla morte di Agnelli nel 1935, assume la carica di reggente del club insieme a Enrico Craveri. Venne esautorato nel 1940 da Emilio de la Forest de Divonne, diventato presidente nel 1936, sotto la pressione del federale Gazzotti il quale desiderava per la società torinese una dirigenza interamente allineata al fascismo.

## Statistiche

### Presenze e reti nei club
| Stagione        | Club            | Campionato      | Campionato | Campionato |
| Stagione        | Club            | Comp            | Pres       | Reti       |
| --------------- | --------------- | --------------- | ---------- | ---------- |
| 1909            | Juventus        | Prima categoria | 1          | 0          |
| 1909-1910       | Juventus        | Prima categoria | 2          | 0          |
| 1910-1911       | Juventus        | Prima categoria | 3          | 0          |
| 1911-1912       | Juventus        | Prima categoria | 4          | 0          |
| Totale Juventus | Totale Juventus |                 | 10         | 0          |
| Totale carriera | Totale carriera |                 | 10         | 0          |